# Jurinella circularis
Jurinella circularis là một loài ruồi trong họ Tachinidae.